# Blancs américains
Pour des raisons techniques, il est temporairement impossible d'afficher le graphique qui aurait dû être présenté ici.

Pourcentage de la population totale des États-Unis selon la race et l'ethnicité, 1965-2015 et projections jusqu'en 2065,.
- Autres
- Asiatiques
- Hispaniques
- Noirs
- Blancs

Les Blancs américains (en anglais : White Americans; white alone or combined) sont une catégorie du Bureau du recensement des États-Unis qui définit les personnes ayant des caractéristiques physiques les rattachant aux Blancs, et ayant des origines variées (Europe, Moyen-Orient, Afrique du Nord, Océanie). Il s'agit donc d'un groupe plus large que celui des Euro-Américains (European Americans). Le terme de Blancs américains est toutefois souvent utilisé de façon interchangeable avec celui d'Euro-Américains et aussi avec celui de Caucasiens (Caucasian Americans),.
Les Blancs au sens large (y compris les Blancs hispaniques) représentent environ 75 % de la population américaine en 2022.
Les Blancs non hispaniques devraient selon les projections démographiques devenir une minorité autour de 2050,,.

## Définition
Le terme « américain blanc » peut englober de nombreux groupes ethniques différents. Bien que le recensement aux États-Unis d'Amérique, prétend refléter une définition sociale de la race, les dimensions sociales de la race sont plus complexes que les critères du recensement. Le recensement américain de 2000 indique que les catégories raciales « reflètent généralement une définition sociale de la race reconnue dans ce pays. Elles ne se conforment à aucun critère biologique, anthropologique ou génétique ».
La question du recensement sur la race énumère les catégories Blanc ou Américain européen, Noir ou Afro-américain, Amérindien et Indigène de l'Alaska, Indigène hawaïen ou autres Insulaire du Pacifique, Asiatique, plus « Une autre race », le répondant ayant la possibilité de marquer plus d'une catégorie raciale ou ethnique. Le Census Bureau définit les Blancs comme suit :

« "Blanc" fait référence à une personne ayant des origines dans l'un des peuples originaires d'Europe, du Moyen-Orient ou d'Afrique du Nord. Cela inclut les personnes qui ont indiqué leur(s) race(s) comme "blanche" ou ont signalé des entrées telles que Caucasien, Europe méditerranéenne, Le Levant, Maghreb. »

## Démographie
- État où les Blancs sont les plus nombreux en pourcentage : Vermont (95,3 % en 2010)
- État où les Blancs sont les moins nombreux en pourcentage : Hawaï (24,7 % en 2010). Hawaï est le seul État où les Blancs représentent moins de 50 % de la population.
- État où les Blancs non-hispaniques sont les plus nombreux en pourcentage : Maine (94,4 % en 2010)
- État où les Blancs non-hispaniques sont les moins nombreux en pourcentage : Hawaï (22,7 % en 2010)
- État où les Blancs non-hispaniques connaissent la plus forte croissance démographique : Utah (+ 19,7 % entre 2000 et 2012)

### Proportion des sous-groupes de Blancs (White  American)
| Groupe              | Population  | % d'Euro-Américains |
| ------------------- | ----------- | ------------------- |
| Euro-Américains     | 194 559 421 | 59                  |
| Blancs hispaniques  | 31 521 221  | 9,56                |
| Arabes Américains   | 2 222 769   | 0,67                |
| Brazil-Américains   | 569 325     | 0,17                |
| Irano-Américains    | 397 705     | 0,15                |
| Arméno-Américains   | 454 884     | 0,13                |
| Turco-Américains    | 230 907     | 0,07                |
| Israélo-Américains  | 133 905     | 0,04                |
| Afghan-Américains   | 133 805     | 0,04                |
| Kurde-Américains    | 20 591      | 0,006               |
| Géorgien-Américains | 13 249      | 0,004               |
| Autres              | 5 163 575   | 1,53                |
| Total               | 235 411 507 | 71                  |

,

#### Proportion des blancs par régions
| Régions  | Pop 2020   | %     |
| -------- | ---------- | ----- |
| Ouest    | 50,615,247 | 60.4% |
| Midwest  | 55,787,036 | 80.8% |
| Sud      | 86,524,476 | 68.5% |
| Nord-Est | 41,039,192 | 71.2% |

### Langues
Selon l'American Community Survey pour la période 2013-2018, 85,18 % de la population blanche âgée de plus de 5 ans déclare parler l'anglais à la maison, 11,13 % déclare parler l'espagnol, 0,44 % l'arabe, 0,37 % le russe, 0,35 % l'allemand, 0,33 % le français, 0,27 % le portugais, 0,23 % l'italien, 0,22 % le polonais et 1,49 % une autre langue.